# باتريك كانون
باتريك كانون (بالإنجليزية: Patrick Cannon)‏ هو سياسي أمريكي، ولد في 27 نوفمبر 1966 في شارلوت في الولايات المتحدة. حزبياً، نشط في الحزب الديمقراطي. وقد انتخب عمدة شارلوت، كارولاينا الشمالية ‏ (2 ديسمبر 2013 – 26 مارس 2014).